# Église Notre-Dame de Bagas

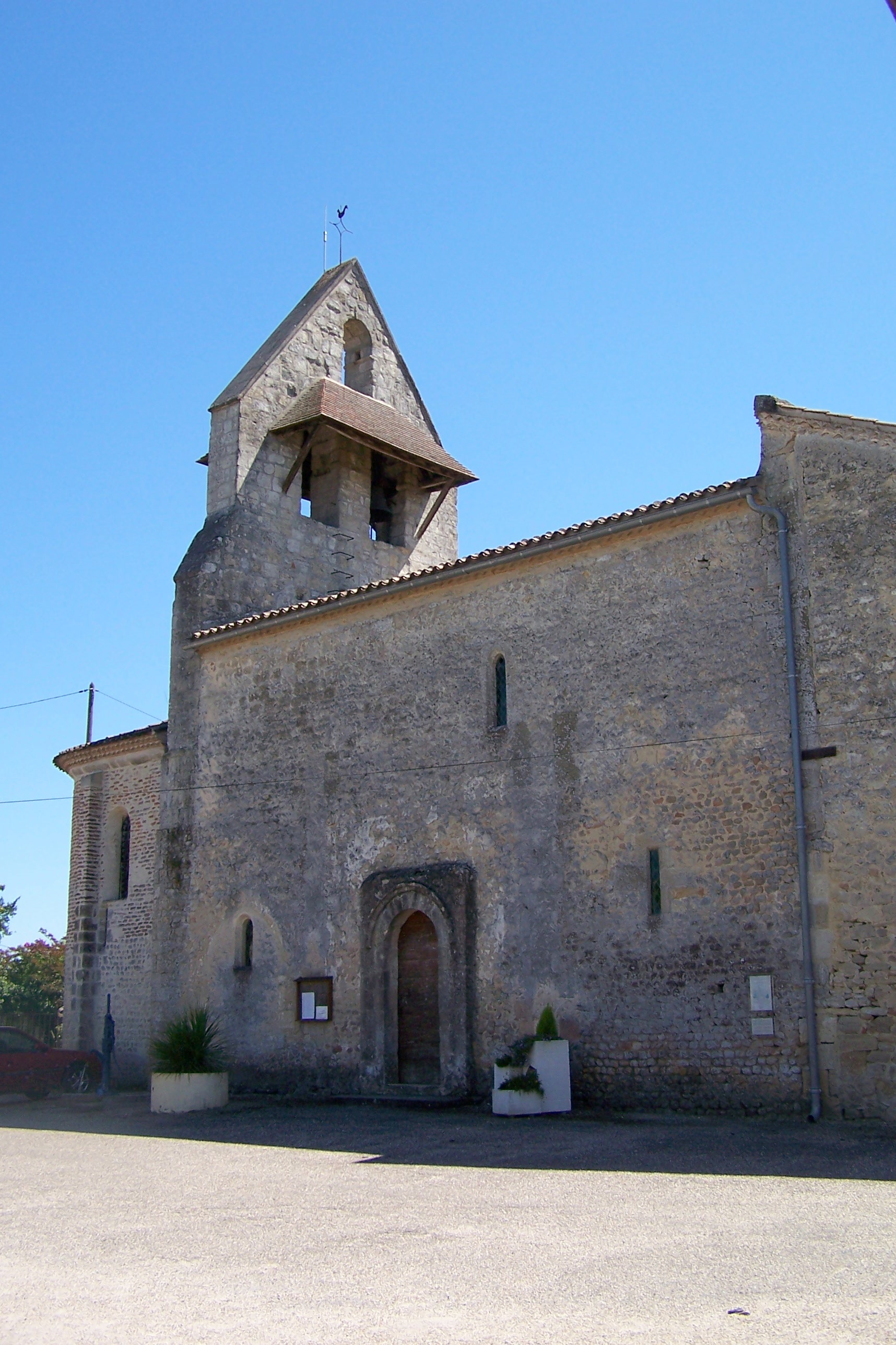
Vue nord-ouest (août 2011)

Pour les articles homonymes, voir Église Notre-Dame.
L'église Notre-Dame est une église catholique située à Bagas, en France.

## Localisation
L'église est située dans le département français de la Gironde, sur la commune de Bagas.

## Historique
L'église est inscrite au titre des monuments historiques par arrêté du 3 octobre 1961. Le décor de son abside, une peinture monumentale intitulée Les Vertus et les vices, fait l'objet d'un classement au titre des monuments historiques par arrêté du 19 octobre 1961.